# Visoki upravni sud Republike Hrvatske
Visoki upravni sud Republike Hrvatske je specijalizirani sud ustanovljen za područje Republike Hrvatske sa sjedištem u Zagrebu. Dana 1. siječnja 2012. započeli su s radom prvostupanjski upravni sudovi u Zagrebu, Splitu, Osijeku i Rijeci, a nekadašnji Upravni sud Republike Hrvatske nastavio je s radom kao Visoki upravni sud Republike Hrvatske. Upravni sud osnovan je još 1. srpnja 1977. godine, kao samostalan republički sud, a do tada je sudska kontrola zakonitosti konačnih pojedinačnih upravnih akata bila osigurana u okviru upravnog odjela Vrhovnog suda Republike Hrvatske.

## Nadležnost i sastav Visokog upravnog suda
Visoki upravni sud odlučuje:
- o žalbama protiv presuda upravnih sudova i rješenja upravnih sudova protiv kojih je dopuštena žalba,
- o zakonitosti općih akata,
- o sukobu nadležnosti između upravnih sudova,
- u drugim zakonom propisanim slučajevima.

Visoki upravni sud odlučuje u vijeću od tri suca, osim o zakonitosti općih akata kada odlučuje u vijeću od pet sudaca.